# Бионосенко, Андрей Куприянович
Андрей Куприянович Бионосенко — командир танка 244 танкового полка (33 армия, 1-й Белорусский фронт), гвардии старший сержант.

## Биография
Андрей Николаевич Бионосенко родился в селе Островское Одесской губернии (в настоящее время Новоодесский район Николаевской области) в семье рабочего. В 1937 году окончил семилетнюю школу, в 1939 году 1 курс педтехникума, а 1940 году фабрично-заводскую школу при Черноморском судостроительном заводе. Работал слесарем-судомонтажником.
В августе 1941 года был призван в ряды Красной армии Красноармейским райвоенкоматом Запорожской области и с августа месяца на фронтах Великой Отечественной войны.
Командир танка танка Отдельной Приморской армии гвардии старший сержант Бионосенко при освобождении Крыма за время боев в предместье города Керчь 24 — 26 января 1944 года огнём из пушки вывел из строя 2 противотанковых орудия, подавил миномётную батарею, уничтожил до 20 солдат и офицеров противника. Во время боя в танк попал снаряд и он загорелся. Экипаж покинул машину, но солдаты противника окружили горящий танк, рассчитывая захватить экипаж. Тогда Бионосенко вернулся в горящий танк и начал вести огонь по противнику, дав возможность экипажу добраться до своей пехоты. Стрельбу вёл до последнего снаряда. Приказом по дивизии 29 февраля 1944 года он был награждён орденом Славы 3-й степени.
В боях за освобождение Крыма с 10 по 20 апреля 1944 года экипаж танка, Возле села Султановка (переименовано в Черняково, а затем включено в состав Горностаевки) уничтожил свыше 15 солдат противника, подавил огонь 2 противотанковых орудий, сжег 3 автомобиля с боеприпасами и пехотой противника, подавил 4 огневых точки. Когда танк был подбит,, он с уцелевшими членами экипажа покинул машину и продолжал вести огонь из автоматов. Приказом по Приморской армии от 14 мая 1944 года он был награждён орденом Славы 2-й степени.
В Польше в боях за город Радом 16 января 1945 года командир танка того же полка (33-я армия, 1-й Белорусский фронт) Бионосенко первым достиг расположения противника, уничтожил более взвода пехоты. Вместе с другими экипажами он подавил батарею 105-мм орудий из 4-х орудий, батарею противотанковых орудий, 5 пулемётных точек. Указом Президиума Верховного Совета СССР от 24 марта 1945 года он был награждён орденом Славы 1-й степени.
В 1985 году в порядке массового награждения ветеран Великой Отечественной войны в честь сорокалетия Победы. он был награждён орденом Отечественной войны 1-й степени.
После демобилизации Бионосенко вернулся в Николаев. Работал водителем пожарной машины, в автобусном парке,механиком участка в Управлении проектно-монтажных работ.
Скончался Андрей Куприянович Бионосенко 20 апреля 2004 года.